# Piero Battioni
Piero Battioni (fl. XX secolo) è stato un calciatore italiano, di ruolo difensore.

## Carriera
Con il Parma disputa 4 gare in massima serie nel campionato di Prima Divisione 1925-1926, e altre 8 partite nella stagione successiva.